# Primeira Divisão 2024 (Macao)
La Primeira Divisão 2024 è stata la 52ª edizione della massima serie del campionato di calcio di Macao. Il campionato è iniziato il 22 febbraio 2024 ed è terminato il 3 agosto 2024.
La squadra campione in carica è il Chao Pak Kei; il campionato è stato vinto dal Benfica de Macau, al suo sesto titolo nazionale.

## Stagione

### Novità
Dalla scorsa edizione è retrocesso il Toi Seng, ultima classificata in campionato. In virtù dell'allargamento del campionato da 9 a 10 squadre, sono state promosse Jia Hua e Universidade de Macau, prime due classificate della 2ª Divisão.

### Formula
Le 10 squadre partecipanti giocano un girone all'italiana con gare di sola andata, per un totale di 9 giornate. Al termine della stagione regolare, le prime 5 si qualificano per il gruppo scudetto, un girone di andata e ritorno per decretare la squadra campione di Macao e qualificata per le competizioni AFC. Le ultime 5 della stagione regolare giocano un girone di andata e ritorno, al termine del quale l'ultima classificata viene retrocessa in 2ª Divisão.

## Squadre partecipanti
| Club                  | Città   | Stagione precedente    |
| --------------------- | ------- | ---------------------- |
| Benfica de Macau      | Taipa   | 2° in Primeira Divisão |
| Cheng Fung            | Taipa   | 4° in Primeira Divisão |
| Chao Pak Kei          | Taipa   | Campione di Macao      |
| Hang Sai              | Coloane | 6° in Primeira Divisão |
| Jia Hua               | Coloane | 2ª Divisão             |
| Lun Lok               | Coloane | 5° in Primeira Divisão |
| Monte Carlo           | Taipa   | 3° in Primeira Divisão |
| Sporting de Macau     | Taipa   | 8° in Primeira Divisão |
| Tak Chun Ka I         | Taipa   | 7° in Primeira Divisão |
| Universidade de Macau | Coloane | 2ª Divisão             |

## Stagione regolare
|  | Pos. | Squadra               | Pt | G | V | N | P | GF | GS | DR  |
|  | ---- | --------------------- | -- | - | - | - | - | -- | -- | --- |
|  | 1.   | Chao Pak Kei          | 25 | 9 | 8 | 1 | 0 | 49 | 2  | +47 |
|  | 2.   | Benfica de Macau      | 24 | 9 | 8 | 0 | 1 | 37 | 8  | +29 |
|  | 3.   | Cheng Fung            | 20 | 9 | 6 | 2 | 1 | 18 | 6  | +12 |
|  | 4.   | Hang Sai              | 13 | 9 | 4 | 1 | 4 | 16 | 22 | -6  |
|  | 5.   | Lun Lok               | 13 | 9 | 4 | 1 | 4 | 20 | 28 | -8  |
|  | 6.   | Universidade de Macau | 13 | 9 | 4 | 1 | 4 | 14 | 18 | -4  |
|  | 7.   | Monte Carlo           | 10 | 9 | 3 | 1 | 5 | 10 | 15 | -5  |
|  | 8.   | Jia Hua               | 7  | 9 | 2 | 1 | 6 | 17 | 17 | 0   |
|  | 9.   | Ka I                  | 3  | 9 | 1 | 0 | 8 | 10 | 44 | -34 |
|  | 10.  | Sporting de Macau     | 2  | 9 | 0 | 2 | 7 | 8  | 39 | -31 |

Legenda:
      Ammesse alla Poule scudetto
      Ammesse alla Poule retrocessione
Note:

Tre punti a vittoria, uno a pareggio, zero a sconfitta.
In caso di arrivo di due o più squadre a pari punti, la graduatoria verrà stilata secondo la classifica avulsa tra le squadre interessate che prevede, in ordine, i seguenti criteri:
- Punti generali
- Differenza reti generale
- Reti realizzate in generale
- Partite vinte in generale
- Partite vinte in trasferta
- Punti negli scontri diretti
- Differenza reti negli scontri diretti
- Differenza reti generale
- Sorteggi

## Gruppo scudetto
|                  | Pos. | Squadra          | Pt | G  | V  | N | P  | GF | GS | DR  |
| ---------------- | ---- | ---------------- | -- | -- | -- | - | -- | -- | -- | --- |
| Macao (bandiera) | 1.   | Benfica de Macau | 46 | 17 | 15 | 1 | 1  | 74 | 15 | +59 |
|                  | 2.   | Chao Pak Kei     | 42 | 17 | 13 | 3 | 1  | 84 | 11 | +73 |
|                  | 3.   | Cheng Fung       | 31 | 17 | 9  | 4 | 4  | 38 | 20 | +18 |
|                  | 4.   | Hang Sai         | 19 | 17 | 6  | 1 | 10 | 33 | 57 | -24 |
|                  | 5.   | Lun Lok          | 14 | 17 | 4  | 2 | 11 | 26 | 78 | -52 |

Legenda:

      Campione di Macao e ammessa alla AFC Challenge League

Note:
Tre punti a vittoria, uno a pareggio, zero a sconfitta.

## Gruppo retrocessione
|  | Pos. | Squadra               | Pt | G  | V | N | P  | GF | GS | DR  |
|  | ---- | --------------------- | -- | -- | - | - | -- | -- | -- | --- |
|  | 6.   | Universidade de Macau | 28 | 17 | 9 | 1 | 7  | 31 | 27 | +4  |
|  | 7.   | Jia Hua               | 27 | 17 | 8 | 3 | 6  | 46 | 23 | +23 |
|  | 8.   | Monte Carlo           | 22 | 17 | 6 | 4 | 7  | 27 | 23 | +4  |
|  | 9.   | Sporting de Macau     | 9  | 17 | 3 | 3 | 11 | 23 | 54 | -31 |
|  | 10.  | Ka I                  | 3  | 17 | 1 | 0 | 16 | 15 | 89 | -74 |

Legenda:
      Retrocessa in 2ª Divisão 2025
Note:

Tre punti a vittoria, uno a pareggio, zero a sconfitta.